# میاسویه‌دوو
میاسویه‌دوو (انگلیسی: Myasoyedovo) یک شهرک در بخش بلگورودسکی استان بلگورود کشور روسیه است.